# Купинець
Купинець (хорв. Kupinec) — населений пункт у Хорватії, у Загребській жупанії у складі громади Клинча-Села.

## Населення
Населення за даними перепису 2011 року становило 881 осіб.
Динаміка чисельності населення поселення:

## Клімат
Середня річна температура становить 10,36 °C, середня максимальна – 24,88 °C, а середня мінімальна – -6,64 °C. Середня річна кількість опадів – 974 мм.
| Клімат поселення                              | Клімат поселення | Клімат поселення | Клімат поселення | Клімат поселення | Клімат поселення | Клімат поселення | Клімат поселення | Клімат поселення | Клімат поселення | Клімат поселення | Клімат поселення | Клімат поселення | Клімат поселення |
| Показник                                      | Січ.             | Лют.             | Бер.             | Квіт.            | Трав.            | Черв.            | Лип.             | Серп.            | Вер.             | Жовт.            | Лист.            | Груд.            |                  |
| Середній максимум, °C                         | 6,21             | 8,37             | 12,80            | 17,04            | 21,78            | 24,88            | 24,39            | 23,77            | 19,95            | 14,69            | 8,92             | 4,91             |                  |
| Середня температура, °C                       | −0,2             | 1,95             | 6,38             | 10,62            | 15,34            | 18,46            | 20,26            | 19,63            | 15,84            | 10,58            | 4,78             | 0,78             |                  |
| Середній мінімум, °C                          | −6,64            | −4,49            | −0,05            | 4,20             | 8,92             | 12,02            | 16,14            | 15,51            | 11,69            | 6,43             | 0,66             | −3,34            |                  |
| Норма опадів, мм                              | 54               | 52               | 65               | 73               | 82               | 102              | 91               | 95               | 96               | 95               | 97               | 72               |                  |
| Середньомісячна швидкість вітру, м/с          | 1.60             | 1.73             | 2.18             | 2.07             | 1.90             | 1.75             | 1.70             | 1.56             | 1.50             | 1.53             | 1.62             | 1.60             |                  |
| Середньомісячна сонячна радіація, кДж/м²·день | 4142             | 6881             | 10459            | 14928            | 19073            | 20936            | 21930            | 18883            | 13961            | 8654             | 4532             | 3324             |                  |
| --------------------------------------------- | ---------------- | ---------------- | ---------------- | ---------------- | ---------------- | ---------------- | ---------------- | ---------------- | ---------------- | ---------------- | ---------------- | ---------------- | ---------------- |
| Джерело:                                      |                  |                  |                  |                  |                  |                  |                  |                  |                  |                  |                  |                  |                  |